# 伝嵯峨本源氏物語

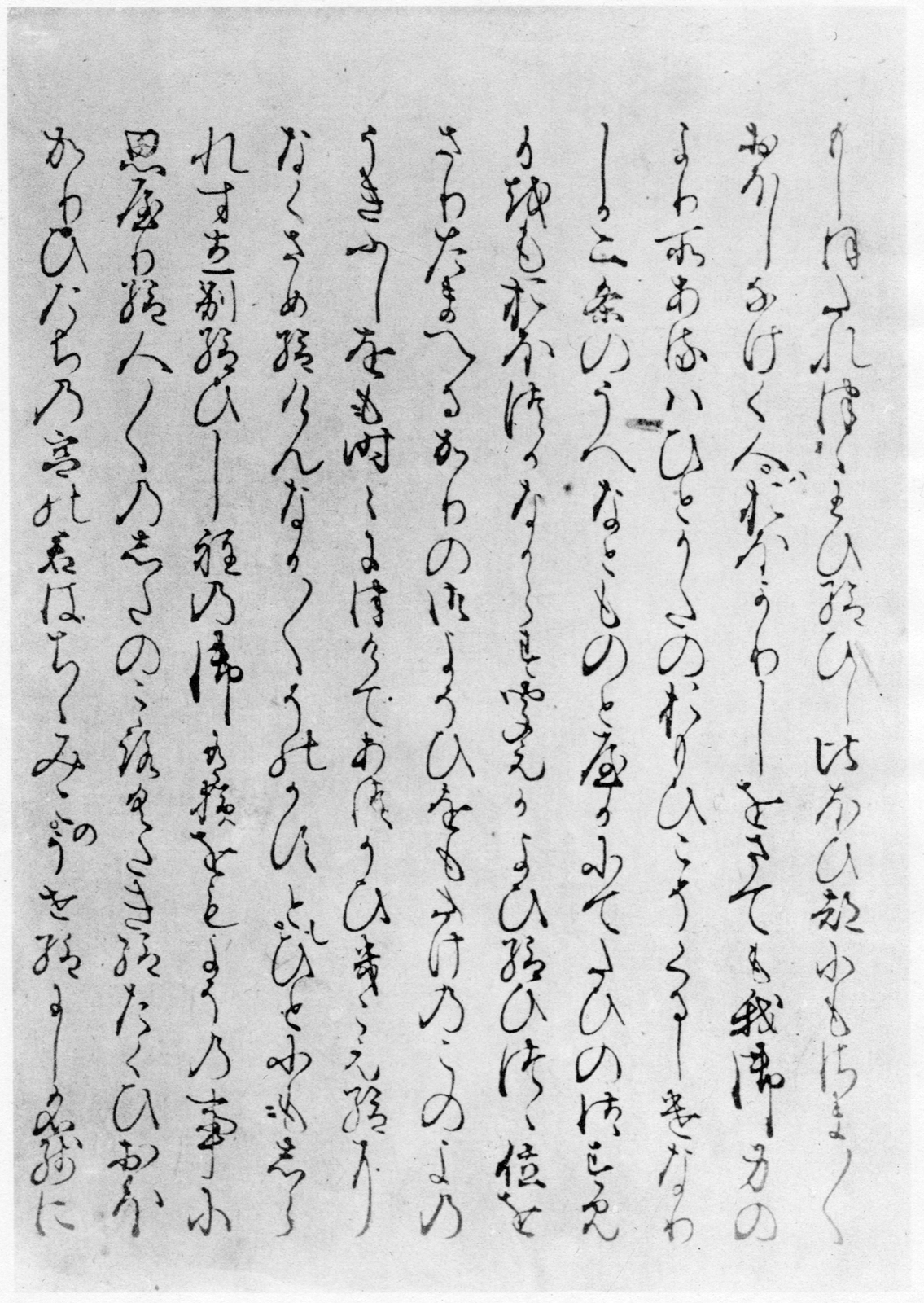
嵯峨本（蓬生巻）

『伝嵯峨本源氏物語』（でんさがぼんげんじものがたり）とは、江戸時代初期に刊行された『源氏物語』の刊本のことである。慶長年間（1596年（慶長元年） - 1614年（慶長19年））の中ごろに刊行されたものと見られており、1623年（元和9年）刊行と見られる『元和本源氏物語』と並んで代表的な古活字本による源氏物語の版本とされている。

## 概要
日本にも古く飛鳥時代には木版による印刷技術が伝えられてきたものの、その技術を使用して印刷されたのはほぼ仏典に限られており、仏典以外ではわずかに漢籍の印刷が行われるのみであった。そのためすでに平安時代末ころには歌作の場で「源氏見ざる歌詠み遺恨のことなり」などとして重要視され、古典・聖典的な扱いを受け広く読まれてきた源氏物語すらも長く写本のみで伝えられてきた。

それが江戸時代初期になって町人の手になる商業出版と呼ぶべき形態の印刷出版事業が始まり『伊勢物語』『徒然草』『方丈記』のようなそれまで「印刷本」の対象とならなかった様々な「本」が印刷されるようになった。このような江戸時代初期を代表する印刷本に、京都の嵯峨を中心に活動していた業者によるものであるため「嵯峨本」の名で呼ばれるものがある。これは藤原惺窩ら儒学者とも交友を持った角倉了以の子角倉素庵が出版業を思い立ち、本阿弥光悦、俵屋宗達らの協力で17世紀の始め（慶長・元和期）に作られたものである。この嵯峨本は、文字は本阿弥光悦流と呼ばれる書体であり、雲母刷の用紙を使ったり、装幀に意匠が凝らされたりした豪華本であった。
『源氏物語』にも少数ながら「嵯峨本」の『源氏物語』であるとされる古活字本が伝えられていたが、書誌学者の川瀬一馬が多くの『嵯峨本』を調べた結果、「この『嵯峨本源氏物語』は他の多くの『嵯峨本』と比べると活字が小さく字間が狭いなど他の『嵯峨本』と異なりより時代的に後の整版本源氏物語に近い点がいくつか存在するため、この『嵯峨本源氏物語』は真正な『嵯峨本』ではなく『嵯峨本』より後の時代に『嵯峨本』を模して作られたものである」とする見解を示した。この見解については、『嵯峨本源氏物語』は真正な『嵯峨本』に間違いないが、源氏物語が『伊勢物語』『徒然草』『方丈記』といった代表的な『嵯峨本』と比べて極めて長大な作品であり、また時代的にも代表的な『嵯峨本』より遅く作られたらしい物であるためにいくつかの点で異質な物になってしまったのではないかとする見解も出されたが、現在ではこの「『源氏物語』の嵯峨本」は一般的には『伝嵯峨本源氏物語』と呼ばれるようになっている。
この『伝嵯峨本源氏物語』は、のちに広く読まれた『絵入源氏物語』、『首書源氏物語』、『湖月抄』などと比べたときに、前述のような固有の表題を持たず単に『源氏物語』とだけ題されていることから『無印源氏』（むじるしげんじ）と、また挿絵や注釈を持たず『源氏物語』の本文のみを内容としていることから『素源氏』（すげんじ）などと呼ばれている『源氏物語』の初期の版本の一つである。
『伝嵯峨本源氏物語』の大学などの公的機関に所蔵されているものとして大阪樟蔭女子大学図書館（全巻揃本）、天理大学天理図書館（天理図書館の目録では「角倉本」と呼ばれている）、鶴見大学図書館、東京大学図書館、京都大学図書館、国文学研究資料館、内閣文庫、大東急記念文庫、東洋文庫などがある。

## 本文
この『伝嵯峨本源氏物語』の本文自体は花散里・常夏・野分が河内本、宿木が別本に属すると見なせるなど河内本や別本からの混入も見られるものの、概ね青表紙本の三条西家本の系統に属するものであり、のちに『源氏物語』の整版本として広く流通した『絵入源氏物語』、『首書源氏物語』、『湖月抄』といったものに近い本文である。